# José Roberto Nardi Duarte
José Roberto Nardi Duarte, mais conhecido como Betinho (Catanduva, 24 de maio de 1988) é um jogador de basquetebol brasileiro.

## Carreira
Integrou a Seleção Brasileira de Basquetebol Masculino que disputou os Jogos Pan-Americanos de 2011 em Guadalajara, no México.